# A Flash Flood of Colour
A Flash Flood of Colour är det engelska post-hardcore-bandet Enter Shikaris tredje studioalbum. Albumet släpptes internationellt den 16 januari 2012 genom Ambush Reality i Storbritannien och Hopeless Records i Nordamerika. Albumet är en uppföljning till bandets andra album, Common Dreads. Skivan producerades av den före detta Sikth-gitarristen Dan Weller under maj och juni 2011 i Karma Studios i Thailand och i London, England. Den mixades sedan i Vancouver av Mike Fraser.
Albumet fick mestadels positiva recensioner av musikkritiker när det släpptes och gavs ett medelbetyg på 75 av 100 av Metacritic och uppnådde nummer 4 på den officiella UK Albums Chart. Kritiker har hyllat Enter Shikari för deras innovativa fusion av sociopolitiska texter med post-hardcore, dubstep och brittisk hiphop.

## Låtlista
Alla låtar är skrivna och komponerade av Enter Shikari. 
| Nr           | Titel                                    | Längd |
| ------------ | ---------------------------------------- | ----- |
| 1.           | System...                                | 1:57  |
| 2.           | ...Meltdown                              | 3:24  |
| 3.           | Sssnakepit                               | 3:26  |
| 4.           | Search Party                             | 4:06  |
| 5.           | Arguing with Thermometers                | 3:22  |
| 6.           | Stalemate                                | 4:18  |
| 7.           | Gandhi Mate, Gandhi                      | 4:26  |
| 8.           | Warm Smiles Do Not Make You Welcome Here | 4:36  |
| 9.           | Pack of Thieves                          | 3:58  |
| 10.          | Hello Tyrannosaurus, Meet Tyrannicide    | 3:44  |
| 11.          | Constellations                           | 4:59  |
| Total längd: | Total längd:                             | 42:29 |

| 12. | Quelle Surprise                                                | 4:35 |
| 13. | Destabilise                                                    | 4:31 |
| 14. | Quelle Surprise (Rout VIP Mix)                                 | 5:19 |
| 15. | Intro/Destabilise (Live from The Electric Ballroom Oct 2011)   | 6:17 |
| 16. | Sssnakepit (Live from The Electric Ballroom Oct 2011)          | 3:33 |
| 17. | Quelle Surprise (Live from The Electric Ballroom Oct 2011)     | 7:23 |
| 18. | OK, Time For Plan B (Live from The Electric Ballroom Oct 2011) | 5:11 |

## Personal
Enter Shikari
- Roughton "Rou" Reynolds — sång, elektroni,  akustisk gitarr, celesta, piano, brass och stränginstrument, texter
- Liam "Rory" Clewlow  — gitarr, bakgrundssång
- Chris Batten  — bas, bakgrundssång
- Rob Rolfe — trummor, slagverk, bakgrundssång

Ytterligare personal
- Dan Weller - produktion
- Mike Fraser - mixning